# Абзуг, Белла
Бе́лла А́бзуг (англ. Bella Savitzky Abzug, также известна как «Battling Bella»; 1920 — 1998) — американский адвокат, государственный и общественный деятель.

## Биография
Родилась 24 июля 1920 года в Нью-Йорке в семье еврейских иммигрантов из России: её мать — Эстер (урождённая Танклефски), была домохозяйкой; отец — Эмануэль Савицкий, управлял мясным рынком.
Когда умер отец, Белле было 13 лет. И хотя ортодоксальная синагога не разрешает женщинам исполнять кадиш, поскольку этот обряд существует для сыновей умершего, однако в семье не было сыновей и она ходила в синагогу каждое утро в течение года, чтобы прочитать молитву, бросая вызов традициям ортодоксального иудаизма в её общине.
Абзуг окончила среднюю школу Walton High School в Нью-Йорке, где была старостой класса, и поступила в колледж Хантера Городского университета Нью-Йорка и одновременно посещала еврейскую теологическую семинарию. Позже, в 1944 году, она получила диплом юриста в Колумбийском университете.
Белла Абзуг была принята в 1945 году в Нью-Йоркскую коллегию адвокатов и начала практиковать в Нью-Йорке в фирме Pressman, Witt & Cammer, особенно в вопросах трудового права, когда  очень маленькое количество женщин практиковали в этой области. На раннем этапе она взялась за гражданские права на Юге. Она обжаловала дело Вилли Макги, чернокожего человека, осуждённого в 1945 году за изнасилование белой женщины в городе Лорел, штат Миссисипи, и приговорённого к смерти белыми присяжными, которые обсуждали вердикт всего две с половиной минуты. Абзуг проиграла апелляцию и мужчина был казнён.
В 1970 году несколько лет Абзуг, отстаивавшая прогрессивные позиции (в том числе до сих пор не принятую Поправку о равных правах и движение против Вьетнамской войны), была избрана в Палату представителей США и была одной из первых участниц Забастовки женщин за мир. Из-за своей политической позиции Абзуг стала главным в списке политических оппонентов президента Никсона. Также она стала одним из первых членов Конгресса США, поддержавших права геев, представив вместе с представителем Демократической партии Нью-Йорка Эдом Кочем, будущим мэром Нью-Йорка первый федеральный законопроект о правах геев, известный как  Equality Act of 1974. Председательствовала на исторических слушаниях по государственной тайне, была председателем подкомитета по государственной информации и персональным правам.

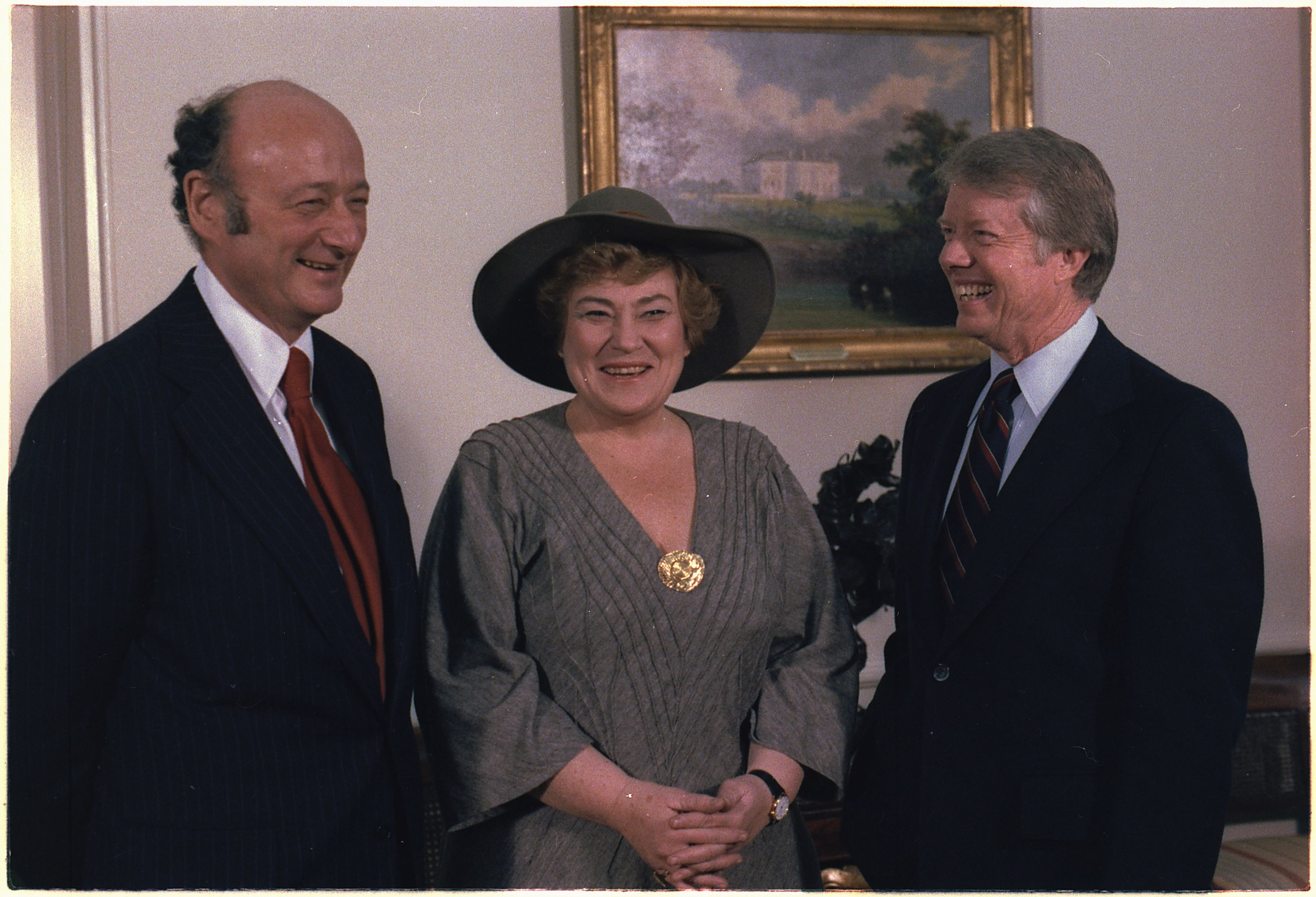
Белла Абзуг с Эдом Кочем и Джимми Картером

В феврале 1975 года Белла Абзуг входила в состав двухпартийной делегации, направленной в Сайгон президентом Фордом для оценки на месте ситуации в Южном Вьетнаме в конце американской войны. Она стала единственным членом делегации, который выступил против продолжения военной и гуманитарной помощи Южному Вьетнаму, однако её мнение быстро получило поддержку в Конгрессе. Сама Абзуг позже прямо заявила президенту Нгуен Ван Тхьеу, что США не будет предоставлять ни одного доллара в его поддержку, что способствовало развалу Южного Вьетнама. Карьеру в Конгрессе Абзуг завершила неудачной попыткой на выдвижение от Демократической партии в Сенат США в 1976 году, когда она проиграла более умеренному Дэниэлу Мойнихэну. Белла Абзуг больше никогда не занимала выборные должности, потерпев также неудачу в попытке стать мэром Нью-Йорка в 1977 году.
Она основала и руководила несколькими женскими правозащитными организациями (одна из них — Женская организация по окружающей среде и развитию), участвовала в феминистских пропагандистских мероприятиях, например, выступала в качестве маршала в Women's Equality Day New York March в Нью-Йорке 26 августа 1980 года. В последнее десятилетие своей жизни, вместе с коллегой Mim Kelber, она стала соучредителем организации  Women's Environment and Development Organization (WEDO).
После нескольких лет борьбы с раком молочной железы у неё развилась болезнь сердца, и 31 марта 1998 года она умерла от осложнений после операции на открытом сердце. Белла Абзуг была похоронена на нью-йоркском кладбище Mount Carmel Cemetery в округе Куинс.
Она была введена в зал славы Women's Hall of Fame в Сенека-Фолсе (известном как место проведения первой в США суфражистской конференции) и является лауреатом многочисленных престижных национальных и международных наград. За год до смерти она получила высокое гражданское признание и почётную премию ООН — Blue Beret Peacekeepers Award. В 1979 году был выпущен набор коллекционных карточек Supersisters, на одной из которых присутствовала Абзуг.
С 1944 года и до конца жизни была замужем за Мартином Абзугом (Martin Abzug, 1916—1986); у них было двое детей — Ева и Лиз.